# Petr Nosálek
Petr Nosálek (* 23. července 1955 Frýdek-Místek) je český novinář.
V letech 1974 až 1979 studoval na Fakultě chemicko-technologické Univerzity Pardubice. V devadesátých letech působil v časopisu Rock & Pop. Později pracoval pro BBC. Rovněž působil v rozhlasové stanici Rádio Česko. Dále spolupracuje s projektem Paměť národa. Roku 2015 byl editorem knihy Místa paměti národa.